# Danae Kontora

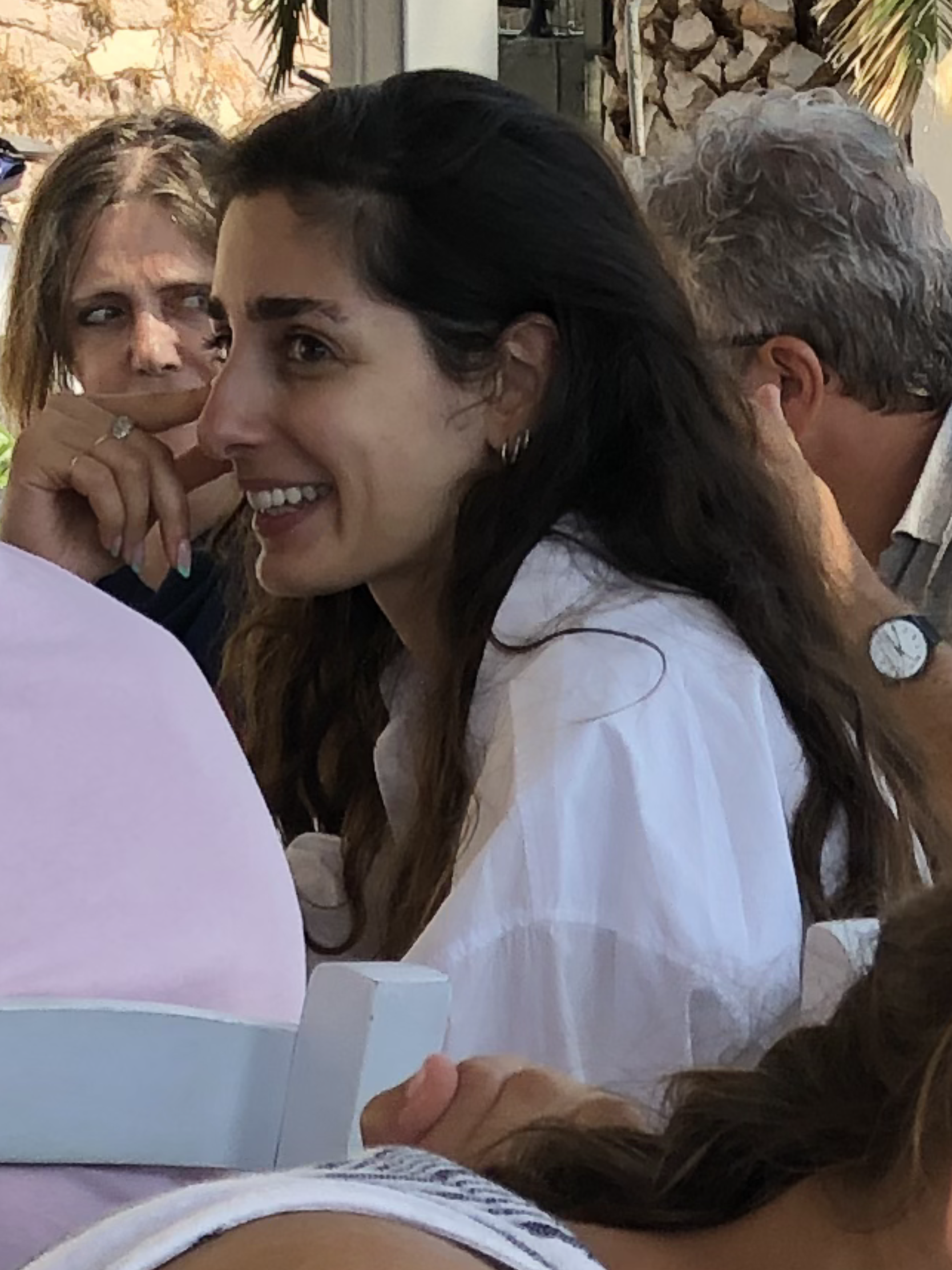
Danae Kontora beim Molyvos International Music Festival, Lesbos, August 2022

Danae Kontora (griechisch Δανάη Κοντόρα; * 1988 in Athen) ist eine griechische Opernsängerin (Koloratursopran).

## Leben
2010 schloss sie ihr Studium in Gesang, Klavier und Musiktheorie am Griechischen Konservatorium in Athen ab. Seit 2013 studierte sie im Master-Studiengang Musiktheater/Operngesang an der Hochschule für Musik und Theater München bei Professorin Fenna Kügel-Seifried sowie an der Bayerischen Theaterakademie August Everding.
Seit ihrem ersten Auftritt in der Rolle an der Oper Leipzig hat sie Die Königin der Nacht an der Semperoper Dresden (2016/17/18), der Oper Frankfurt (2016/17), dem Aalto Musiktheater Essen (2016/17), der Oper Stuttgart (2021/22), dem Teatro Regio Torino (2023) und in Barrie Koskys ikonischer Inszenierung für die Komische Oper an deren Haus in Berlin (2016/17/18/19/20/21/22) sowie auf Tournee nach Peking (2017), Macao und Taiwan (2019) gesungen.
Danae sang ihre erste Frasquita (Carmen 2018) an der Griechischen Nationaloper, Oscar (Un ballo in maschera 2019) an der Israelischen Oper, Olympia (Les contes d'Hoffmann 2022) am Theater Erfurt und debütierte als Zerbinetta (Ariadne auf Naxos 2019) an der Finnischen Nationaloper, an der Wiener Staatsoper als Frantzi in Johannes Maria Stauds Die Weiden (2019), an der Staatsoper Hamburg als Blonde (2022), an der Bayerischen Staatsoper unter Vladimir Jurowski als Philippe in einer Neuproduktion von Pendereckis 'Die Teufel von Loudun' (2022) und am Teatro Carlo Felice unter der Leitung von Fabio Luisi in Genua als Adele in der Fledermaus (2023).
Auf der Konzertbühne trat Kontora mit dem Gewandhausorchester unter Andris Nelsons im Rahmen der 275-Jahr-Feier des Orchesters, mit dem Münchner Rundfunkorchester für Mendelssohns Sommernachtstraum unter Mario Venzago, mit dem Orchester der Oper Frankfurt und Sebastian Weigle für Mendelssohns Elias, mit den Bamberger Symphonikern unter Juraj Valcuha beim Würzburger Mozartfest für Mozarts Requiem und bei der Münchener Biennale, dem Festival für zeitgenössische Musik, in Claude Viviers' Kopernikus auf. Nach ihrem Debüt beim Edinburgh International Festival als Waldvogel (Siegfried) wurde Kontora eingeladen, als Woglinde (Götterdämmerung) mit dem Royal Scottish National Orchestra unter Sir Andrew Davis zurückzukehren.
Außerdem gab sie ihr Debüt bei den BBC Proms mit der Deutschen Kammerphilharmonie Bremen unter Constantinos Carydis in einem virtuosen Programm von Mozart und Strauss. Außerdem gab sie ihr Debüt mit der Tapiola Sinfonietta im Espoo Cultural Centre in Finnland mit Brett Deans And once I played Ophelia. 2023 trat Kontora dem Symphonieorchester des Bayerischen Rundfunks unter Sir Simon Rattle als Waldvogel in Siegfried bei Konzerten in München (Isarphilharmonie), Hamburg (Elbphilharmonie) und Luxemburg (Philharmonie Luxembourg) bei. Die CD-Produktion dieser Konzerte erschien im Herbst 2023 bei Naxos Deutschland.
2022 und 2023 hatte sie zahlreiche Auftritte beim Molyvos International Music Festival auf Lesbos. In der Spielzeit 2023/2024 war sie am Badischen Staatstheater Karlsruhe engagiert. Ab Dezember 2024 wird sie an der Griechischen Nationaloper in Athen  und an der Nationaloper von Paris auftreten.
Zu den  Händel-Festspielen in Halle im Juni 2025 im Goethe-Theater Bad Lauchstädt trat sie in einer Inszenierung von Tilman Hecker als Ormoena auf.

## Auszeichnungen
Danae Kontora wurde mit dem Bayerischen Kunstförderpreis 2015 ausgezeichnet.

## Diskografie
- Richard Wagner, Siegfried. Symphonieorchester des Bayerischen Rundfunks. Leitung Sir Simon Rattle. (Waldvöglein).
- Max Bruch, Die Loreley. Münchner Rundfunkorchester. Leitung Stefan Blunier. (Winzerin).